# Oxyceros pubicalyx
Oxyceros pubicalyx är en måreväxtart som beskrevs av Khoon Meng Wong. Oxyceros pubicalyx ingår i släktet Oxyceros och familjen måreväxter. Inga underarter finns listade i Catalogue of Life.